# Samsic
Samsic est un groupe familial international de services aux entreprises, créé en 1986 en Bretagne, en France.

## Historique
Le Groupe Samsic a été créé en 1986 par Christian Roulleau sous le nom de Société d’Application pour la Maintenance des Surfaces Industrielles et Commerciales. Il est alors spécialisé dans le nettoyage industriel, et se place en position de sous-traitant pour les entreprises. Au fil des ans, le groupe se développe et cherche à proposer aux entreprises une offre globale de services personnalisée. En 1992, il se lance dans le marché de l'intérim avec l'ouverture d'une agence à Rennes, puis en 2001 dans celui de la sécurité industrielle. La première expansion à l'international aura lieu en 2004, avec le rachat de la société Cleaning Masters, basée près d'Anvers. Le Groupe Samsic opère aujourd'hui dans 27 pays. En 2011, il se structure autour de deux grands pôles, le premier spécialisé dans les services aux entreprises, Samsic Facility, et le second dans l'emploi et la formation, Samsic RH.
Christian Roulleau annonce le 16 janvier 2019 — conformément à un engagement pris cinq ans plus tôt — qu'il cède la Direction du groupe à son gendre, Thierry Geffroy, jusqu'alors Directeur du pôle Ressources Humaines.

## Activités
Le Groupe Samsic se revendique comme le leader des services intégrés aux entreprises en Europe, la deuxième entreprise de propreté en France, le numéro 7 de la sécurité et le numéro 8 sur l'emploi. Organisé autour de deux pôles d'activité, il emploie 117 000 personnes, est présent dans 27 pays et génère près de 3,5 milliards d'euros de chiffre d'affaires.
Le siège social du groupe est situé à Cesson-Sévigné, dans l'agglomération rennaise. Le 21 septembre 2018, Christian Roulleau annonce son intention d'installer le futur siège social de l'entreprise dans le quartier EuroRennes, à proximité immédiate de la gare de Rennes. L'ensemble immobilier comprendra cinq bâtiments, dont une tour de 26 étages réservée à des logements.

## Partenariats et sponsoring
Revendiquant son ancrage et son identité bretonne, le groupe est partenaire de la région Bretagne via sa marque territoriale,.
Au cours des années 2000, le groupe se lance également dans le sponsoring sportif. En 2004, il devient partenaire du Stade Rennais, le club de football de la ville de Rennes, qui évolue en Ligue 1. Deux ans plus tard, le logo du groupe s'affiche comme sponsor principal sur les maillots portés par l'équipe rennaise, à la suite d'un accord qui est reconduit en 2009, 2012 et 2019, ce qui en fait le sponsor le plus ancien de ligue 1,,.
Depuis 2009, Samsic est également partenaire de l'équipe de handball de Cesson-Rennes Métropole, qui évolue en division 1 nationale. Le groupe a également été un sponsor de l'Évian Thonon Gaillard Football Club.
Depuis 2017, Samsic est co-partenaire de l'équipe cycliste Fortuneo-Samsic qui change de nom et de couleurs le 1er janvier 2019 pour devenir Arkéa-Samsic.
Depuis 2019, Samsic est partenaire du club de rugby Lyon OU pour une durée de 5 années.

## Filiales
- Hubsafe CDG
- 7 Accueil (Groupe SETS)
- AAF La Providence
- Asertec (Groupe SETS)
- Axe Travail Temporaire (Axe TT)
- Bimex SRL
- Cleversys
- Eko Poslovi
- Forget Formation
- Impirio
- Interclean
- K2 Propreté
- Groupe LG
- Lurati Emploi
- Mayday Sécurité (Groupe SETS)
- Mayday Installations Sécurité (Groupe SETS)
- Multi Masters
- Onet Belgique
- Seni
- Groupe SETS[15]
- Groupe TEP[16]